# La neige tombait sur les cèdres (film)
Pour les articles homonymes, voir La neige tombait sur les cèdres.
Pour plus de détails, voir Fiche technique et Distribution.
La neige tombait sur les cèdres (Snow Falling on Cedars) est un film américain  de Scott Hicks sorti en 1999. Il s'agit d'une adaptation du roman du même nom de David Guterson. C'est le second film hollywoodien à traiter de front le thème historique de l'internement des nippo-américains pendant la seconde guerre mondiale, après Bienvenue au Paradis d'Alan Parker en 1990.

## Synopsis
L'île de San Piedro (Puget Sound), dans le Pacifique Nord, en 1950. Les Américains de souche tolèrent les Japonais qui y vivent, mais le souvenir de Pearl Harbor est encore tenace dans les esprits. La mort mystérieuse du pêcheur Carl Heine va envenimer les relations entre les deux communautés car Kazuo Miyamoto est le coupable tout désigné. Le jeune reporter Ishmael Chambers va couvrir le procès. L'affaire a pour lui une signification toute personnelle, puisque la femme de Miyamoto, Hatsue, a été son premier amour, avant qu'elle ne connaisse la déportation au camp de Manzanar.

## Fiche technique
Sauf indication contraire, les informations mentionnées dans cette section peuvent être confirmées par la base de données cinématographiques IMDb,  présente dans la section « Liens externes ».
- Titre : La neige tombait sur les cèdres
- Titre original : Snow falling on cedars
- Réalisation : Scott Hicks
- Scénario : Ron Bass et Scott Hicks d'après le roman de David Guterson
- Musique : James Newton Howard
- Décors : Jeannine Oppewall
- Photographie : Robert Richardson
- Montage : Hank Corwin
- Production : Kathleen Kennedy, Frank Marshall
- Distribution : Universal Pictures
- Genre : Drame, historique et film de procès
- Budget : 35 000 000 $
- Langue originale : anglais
- Durée : 127 minutes
- Date de sortie : 
  - États-Unis : 22 décembre 1999
  - France : 3 mai 2000

## Distribution
- Ethan Hawke (VF : Alexandre Gillet) : Ishmael Chambers
- Yūki Kudō (VF : Julie Turin) : Hatsue
- Rick Yune (VF : Olivier Cordina) : Kazuo
- Richard Jenkins (VF : Jean-François Aupied) : le shérif Art Moran
- Max von Sydow (VF : Marc Cassot) : Nels Gudmunson
- Sam Shepard (VF : Jean Roche) : Arthur Chambers
- James Cromwell (VF : Bernard Woringer) : le juge Fielding
- Arija Bareikis : Susan Marie Heine
- Eric Thal (en) : Carl Heine, Jr.
- Celia Weston : Etta Heine
- Daniel von Bargen (VF : Achille Orsoni) : Carl Heine, Sr.
- Anne Suzuki : Hatsue, jeune
- Reeve Carney : Ishmael Chambers, jeune
- Akira Takayama : Hisao Imada
- Ako : Fujiko Imada
- Cary-Hiroyuki Tagawa : Zenhichi Miyamoto
- Zak Orth : Adjoint Abel Martinson
- Max Wright : Horace Whaley
- Caroline Kava : Helen Chambers
- Jan Rubes : Ole Jurgensen
- Sheila Moore : Liesel Jurgensen
- Željko Ivanek : Dr Whitman

## Production

### Genèse et développement
Le roman de David Guterson eut un retentissement aussi bien public que critique aux États-Unis, donnant en particulier plus d'écho à l'internement des Nippo-Américains pendant la Seconde Guerre mondiale. Bien avant le succès de son film Shine, le réalisateur Scott Hicks avait déjà cherché à l'adapter pour le cinéma, mais Universal possédait alors les droits, acquis pour un prix avec lequel il ne pouvait rivaliser. Nantis d'une nomination aux Oscars, Hicks se voit toutefois finalement proposer la réalisation du film.
Le scénario original est écrit par Ron Bass, qui avait déjà abordé le sujet d'une communauté asiatique aux États-Unis et de l'interculturalité en co-signant en 1993 le scénario du film Le club de la chance. Après plusieurs séances de travail avec Bass, Scott Hicks reprend seul la main pour le scénario final. Sans en tenir rigueur au réalisateur à la sortie du film, Bass considère toutefois le résultat final comme très différent de ce qu'il avait initialement écrit, Hicks se focalisant plus selon lui sur l'histoire d'amour. Ce dernier supprime également du script originel de Bass une voix-off présente dans la narration.

### Tournage

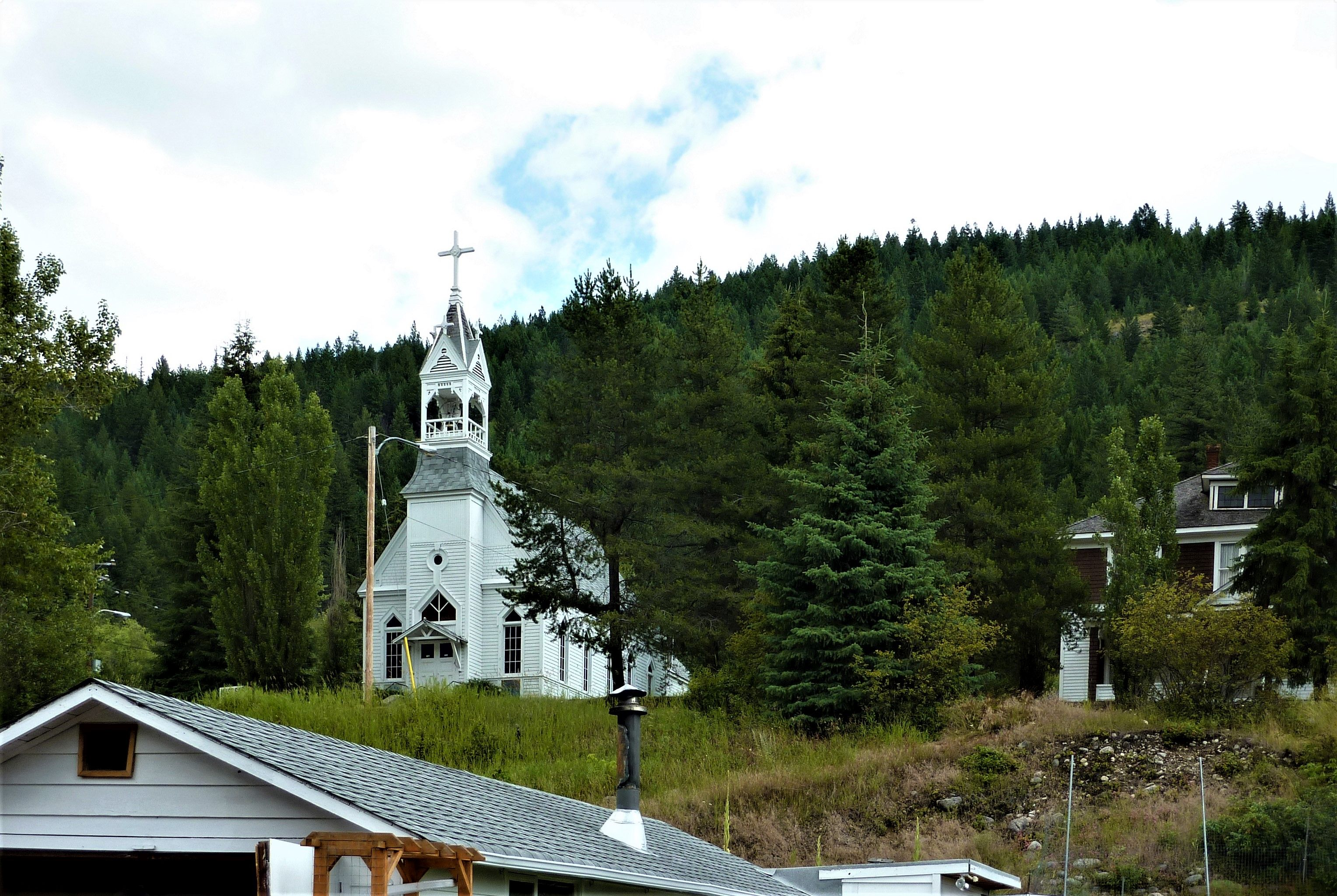
Greenwood en Colombie Britannique, l'un des lieux de tournage de "La neige tombait sur les cèdres"

Le budget alloué s'élève à 35 millions de dollars. Le tournage se déroule pour une part dans l'État de Washington (où est situé San Piedro, l'île fictive décrite par David Guterson), ainsi qu'en Colombie Britannique au Canada. La communauté de pécheurs est notamment reconstituée dans la ville de Greenwood.

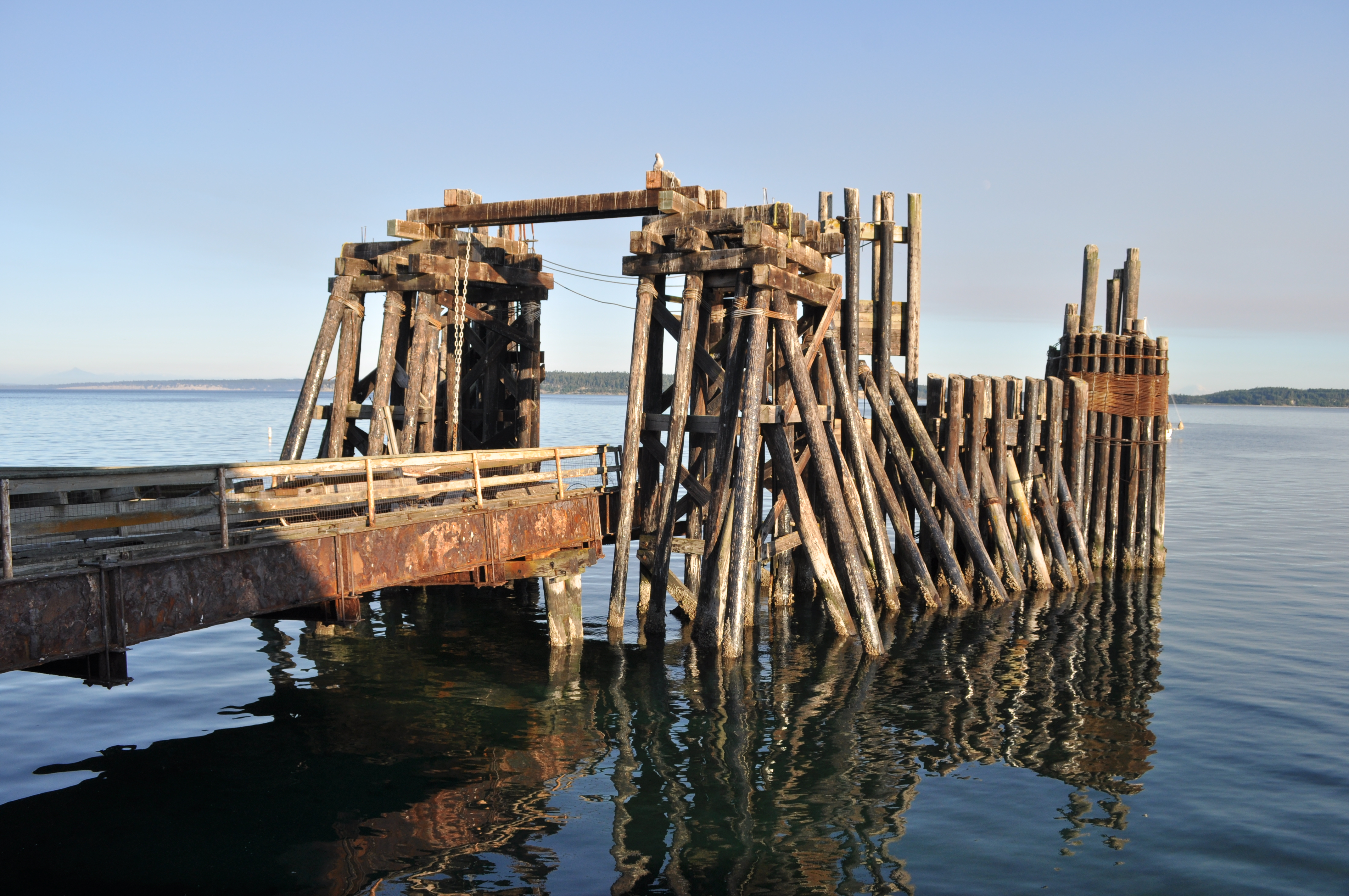
Ancien terminal à Port Townsend, lieu de tournage de la scène d’évacuation des nippo-américains dans le film

Une partie des figurants lors de la scène de l'évacuation de l'île, tournée à Port Townsend, a véritablement vécu l'épisode de l'internement nippo-américain. Deux femmes, mères et filles et apparaissant sur une photographie de l'évacuation de Bainbridge Island en 1942 (et publiée à l'époque dans le Seattle Post-Intelligencer) se retrouvent notamment à l'écran.
Pour saisir l'atmosphère de ces lieux, et pour rester en lien avec les recherches effectuées via les photographies d'époque (notamment celles célèbres d'Ansel Adams et Dorothea Lange), Scott Hicks et le directeur de la photographie Robert Richardson s'orientent vers une image monochrome. Le cinéaste souhaite notamment se rapprocher le plus possible du noir et blanc, ce qui aboutit de la part de Richardson à l'utilisation de la technique du traitement sans blanchiment.

### Musique
James Newton Howard est chargé de la musique. Ce dernier indique avoir rencontré Scott Hicks pour la première fois à la cérémonie des oscars en 1997, le cinéaste témoignant son intérêt pour la bande-originale du film Grand Canyon, et son envie d'une future collaboration.
La bande originale du film est éditée en 1999 en CD chez Decca Records. Outre l'usage de cordes, de chœurs et de plusieurs dispositifs électroniques, elle intègre également quelques instruments de musique traditionnels japonais, comme des tambours taiko et une shakuhachi. James Newton Howard décrit cette partition comme l'une de celles lui ayant demandé le plus de travail et s'en montre très fier en interview en 2006 et 2010. Contrairement au film, cette bande originale est de son côté très bien accueillie par plusieurs sites en ligne consacrés à la musique de film. Erik Heine estime qu'il s'agit de l'une des partitions les plus efficaces du compositeur à ce stade de sa carrière.
Le morceau Tarawa issu de la bande originale du film a été réutilisé pour les bandes annonces des films Retour à Cold Mountain et Matrix Revolution.

## Accueil

### Critique
La critique américaine se montre très mitigée dans son ensemble, incriminant une forme qui étouffe le sujet, même si un critique influent comme Roger Ebert le défend comme l'un des rares film de cinéma à posséder dans son style cinématographique la complexité d'un roman. La moyenne critique du film sur Rotten Tomatoes atteint 39 %.
Pour la sortie en France, Allociné établit une moyenne partagée de 3/5 pour 9 critiques de presse. Dans les revues spécialisées dans le cinéma, Positif lui accorde l'une des rares chroniques vraiment positive qu'on peut relever à la sortie. Selon Christian Viviani, il y a un « parti pris de surenchère, tant plastique que narrative, qui a rarement été poursuivi avec un tel entêtement dans une fiction conventionnelle. » Le style visuel est au centre du débat plus que l'arrière plan historique, comme le montre la critique négative de Thomas Sotinel dans Le Monde : « Scott Hicks prend son film à bras-le-corps et le maintient fermement au fond de l'eau, jusqu'à ce qu'il ne donne plus signe de vie. Sa manière de filmer est accablée de soucis esthétiques. »
En 2004, Jeff Reichert estime que l'indifférence suscitée par le film est particulièrement injuste. Lors des critiques publiées à l'occasion de la sortie du Blu-ray américain en 2019, quelques nouveaux regards sont apportés. Par exemple, le site The Digital Bits évoque plusieurs qualités au film, notamment son casting, mais se montre réservé sur la construction. L'universitaire Stephen Larson se montre très élogieux sur Blu-ray.com, tout en soulignant la complexité du montage, notamment lorsqu'il s'agit de renvoyer à des souvenirs qui ne sont pas liés à ce qui est exposé oralement dans les scènes de procès.

### Box-office
Lors de sa sortie en salle aux États-Unis, La neige tombait sur les cèdres ne récolte que 14,42 millions de dollars de recettes (sur un maximum de 1150 écrans), un échec au box-office d'autant que le film ne parvient pas à se rentabiliser en complément par ses recettes sur les autres territoires (8,6 millions de dollars). Le film n'enregistre en France que 7 663 entrées, avec un nombre de salles limité.

## Distinctions
Aux Oscars, Robert Richardson obtint une nomination pour sa photographie.

## Analyse